# Campionati del mondo di ciclismo su strada 1933
I Campionati del mondo di ciclismo su strada 1933 si disputarono a Montlhéry, in Francia, tra il 12 e il 14 agosto 1933.
Furono assegnati due titoli:
- 12 agosto: prova in linea Uomini Dilettanti, gara di 125,000 km
- 14 agosto: prova in linea Uomini Professionisti, gara di 250,000 km

## Storia
L'edizione 1933 vide la prima vittoria del titolo mondiale da parte di un francese. Georges Speicher, promosso titolare il giorno prima della gara per un infortunio di un compagno, corse una gara d'attacco continuando a scattare lungo un percorso caratterizzato da diverse asperità che ne favorirono l'azione. Giunse solo sul traguardo, staccando di cinque minuti la medaglia d'argento Antonin Magne, anch'egli francese. La selezione italiana, che negli anni precedenti aveva dominato la corsa, si perse ancora nel dualismo tra Learco Guerra e Alfredo Binda, impegnati a controllarsi reciprocamente come avvenne nel 1928 tra lo stesso Binda e Girardengo. Dei ventotto corridori che presero parte alla prova, solo tredici la conclusero.
Nemmeno nella prova dilettanti l'Italia confermò le medaglie degli anni precedenti e fu la Svizzera a piazzare una doppietta con Paul Egli e Kurt Stettler.

## Medagliere
| Pos.   | Nazione     | Oro | Argento | Bronzo | Totale |
| ------ | ----------- | --- | ------- | ------ | ------ |
| 1      | Francia     | 1   | 1       | 0      | 2      |
| 1      | Svizzera    | 1   | 1       | 0      | 2      |
| 3      | Paesi Bassi | 0   | 0       | 1      | 1      |
| 3      | Belgio      | 0   | 0       | 1      | 1      |
| Totale | Totale      | 2   | 2       | 2      | 6      |

## Sommario degli eventi
| Eventi                 | Oro                      | Tempo                      | Argento                | Tempo   | Bronzo                        | Tempo   |
| Uomini Professionisti  |                          |                            |                        |         |                               |         |
| Gara in linea dettagli | Georges Speicher Francia | 7h08'58" Media 34,967 km/h | Antonin Magne Francia  | a 5'03" | Marinus Valentijn Paesi Bassi | a 5'04" |
| Uomini Dilettanti      |                          |                            |                        |         |                               |         |
| Gara in linea dettagli | Paul Egli Svizzera       | 3h21'48"                   | Kurt Stettler Svizzera | a 51"   | Joseph Lowagie Belgio         | a 2'43" |